# توم بيرك (كاتب)
توم بيرك (بالإنجليزية: Tom Burke)‏ هو كاتب أمريكي، ولد في 1964.